# Dryopteridoideae
Dryopteridoideae, potporodica papratki, dio porodice Dryopteridaceae.
Pripada mu 7 rodova.

## Rodovi
1. Ctenitis C. Chr. ex C. Chr. (144 spp.)
2. Atalopteris Maxon (3 spp.)
3. Phanerophlebia C. Presl (10 spp.)
4. Polystichum Roth (415 spp.)
5. ×Dryostichum W. H. Wagner (0 sp.)
6. Cyrtomium C. Presl (39 spp.)
7. Dryopteris Adans. (347 spp.)
8. Arachniodes Blume (71 spp.)